# Louis-Philippe Hébert (sculpteur)
Pour les articles homonymes, voir Louis-Philippe Hébert et Hébert.
Louis-Philippe Hébert (Sainte-Sophie-d'Halifax, 27 janvier 1850 – Westmount, 13 juin 1917) était un sculpteur canadien.

## Biographie
Louis-Philippe Hébert est le troisième enfant d'une famille de onze. En septembre 1869, Louis-Philippe Hébert quitte sa famille pour aller à Rome avec le 5e détachement de zouaves canadiens, l'armée volontaire du Pape. Il profite donc de ce séjour en Europe pour se familiariser avec les nombreux attraits touristiques de la région. Onze mois plus tard il revient au pays.
En 1872 – 1873, Louis-Philippe Hébert s'initie à la sculpture sur bois auprès d'Adolphe Rho. Puis en 1873, il gagne un concours de sculpture où Napoléon Bourassa l'invitera comme apprenti dans son atelier. Il continuera sa formation artistique en suivant des cours de dessins puis en travaillant avec Bourassa dans ses projets. Louis-Philippe travaillera selon les plans de Bourassa et l'aidera à réaliser la décoration intérieure de la chapelle Notre-Dame-de-Lourdes de Montréal. En 1879, ils travaillent tous deux à la conception de la maquette d'un monument à Paul Chomedey de Maisonneuve.
Il continuera de travailler conjointement avec Napoléon Bourassa par la suite, ils partageront tous deux un atelier, mais Hébert partira à son compte comme artiste sculpteur.
En 1880, il est nommé membre officiel de l'Académie royale des Arts du Canada et il reçoit aussi une commande, sa première commande officielle : celle du monument à Salaberry inauguré à Chambly le 7 juin 1881. Par la suite, il envoie une maquette pour l'érection d'un monument dédié à Sir George-Étienne Cartier et son projet est retenu par le gouvernement, c'est ainsi qu'il lança sa carrière artistique.
En 1882, il participe à la finition intérieure de la quatrième église de Champlain, dont la décoration avait été confiée à François-Édouard Meloche. Hébert livre les sculptures ornementales des confessionnaux et du baptistère, les consoles qui soutiennent les stations du chemin de croix ainsi que les modèles qui ont servi à couler en plâtre les chapiteaux et en métal les grilles de la balustrade du chœur et des jubés.
Louis-Philippe Hébert érigea plusieurs monuments commémoratifs au cours de sa carrière et ce sont ces monuments qui ont caractérisé sa carrière. En 1890 il érigea le monument de Frontenac, le groupe des Abénaquis, Lord Elgin et Religion et Patrie au parlement de Québec. Il érigea aussi au parlement de Québec des monuments en 1894 à Michel de Salaberry, à Montcalm, à Wolfe et en 1896 à Lévis. Il conçut aussi divers autres monuments un peu partout au pays, dont celui, en 1895, de Paul Chomedey de Maisonneuve, de John A. Macdonald, en 1906, d'Octave Crémazie, en 1907, de Victoria, en 1908, de François de Montmorency-Laval, en 1909 de Jeanne Mance, en 1910, de Pierre Le Gardeur de Repentigny et en 1913, de Madeleine de Verchères. Il sculpta aussi, en 1909, un buste de Mère Marie-du-Sacré-Cœur, fondatrice des Sœurs du Bon-Pasteur de Québec.

## Situation de l'artiste dans le cadre de sa pratique

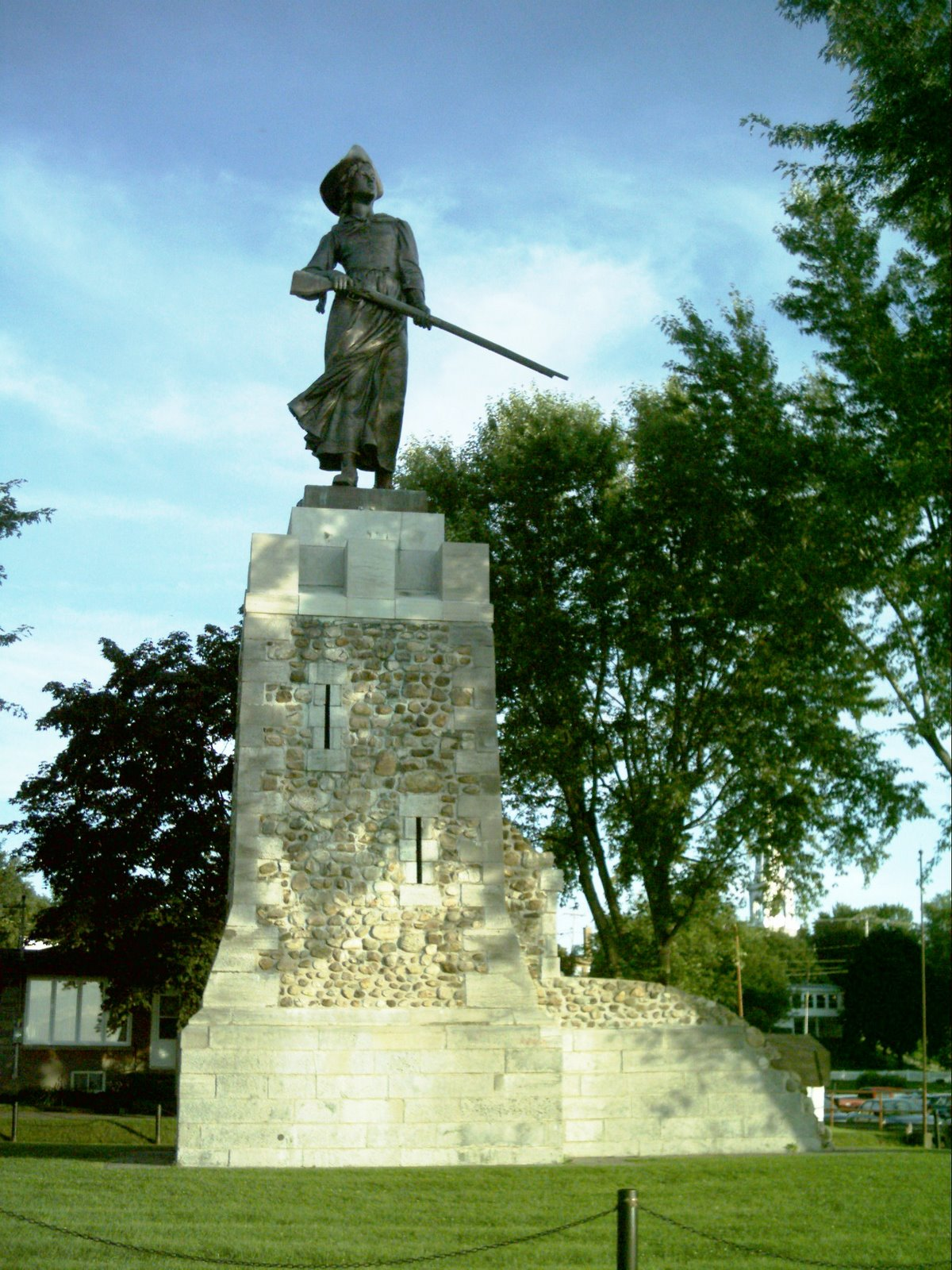
Monument à Madeleine de Verchères érigé à Verchères

Même si l'œuvre de Louis-Philippe Hébert ne s'arrête pas à l'art religieux, on ne peut échapper à la période de 1879 à 1887 où il a adhéré au courant dans lequel la statuaire monumentale et décorative a pris de plus en plus de place dans les églises québécoises. D'ailleurs, certains comme Bruno Hébert trouvent désolant qu'il n'ait pas poursuivi plus longtemps dans l'art religieux. Napoléon Bourassa qui était à la fois sculpteur, peintre, architecte et homme de lettres, a formé Hébert de façon qu'il devienne polyvalent. Bourassa lui aura probablement transmis l'idée que la surcharge, la rigueur et la richesse sont importantes, caractéristiques qui décrivent l'église Notre-Dame de Lourdes.
Avant que Louis-Philippe Hébert ne rompe avec la tradition de la sculpture sur bois déjà bien répandue au Québec depuis deux siècles, Louis Jobin en était le représentant le plus illustre en cette fin du XIXe siècle. Contrairement à Hébert, celui-ci a passé de la sculpture profane à religieuse, produit de l'offre et de la demande. Ce dernier répondait aux goûts et aux besoins de ses clients. Dans sa thèse, Mario Béland a découvert une œuvre qui « reflète à la fois le prolongement de règles et de traditions artisanales et l'avènement de techniques et de procédés industriels. » On peut alors penser au bronze, technique à laquelle Hébert va adhérer. L'auteur ajoute alors : « il est le chaînon intermédiaire entre la carrière et l'œuvre de Jean-Baptiste Côté et celles de Philippe Hébert. » 
Mais cette carrière, est-elle celle d'un véritable artiste ou celle d'un habile artisan? Cette question reste constamment dans l'image que l'on se fait de cet artiste tandis que pour Hébert, cette valeur artistique est probablement moins mise en doute étant donné qu'il a exploité le bronze, un art beaucoup plus unique au Québec à cette époque.
Alfred Laliberté (1878-1953) a aussi énormément utilisé le bronze comme matériau. Ses œuvres de commémoration ont rendu hommage aux hommes importants de la collectivité. Si l'on compare son Monument à Louis Hébert de 1918, on y remarque immédiatement une ressemblance avec l'œuvre d'Hébert Monument à Madeleine de Verchères de 1913 : le haut socle et la prestance du personnage. Selon Daniel Drouin, Louis-Philippe est devenu le premier statuaire canadien, et le plus important. Laliberté a réalisé vingt monuments et Hébert vingt-cinq, mais les commandes étaient d'un ordre tout aussi prestigieux tel ses statues du père Marquette et du père Brébeuf devant l'Hôtel du Parlement à Québec.

## Situation de l'artiste dans l'histoire de l'art

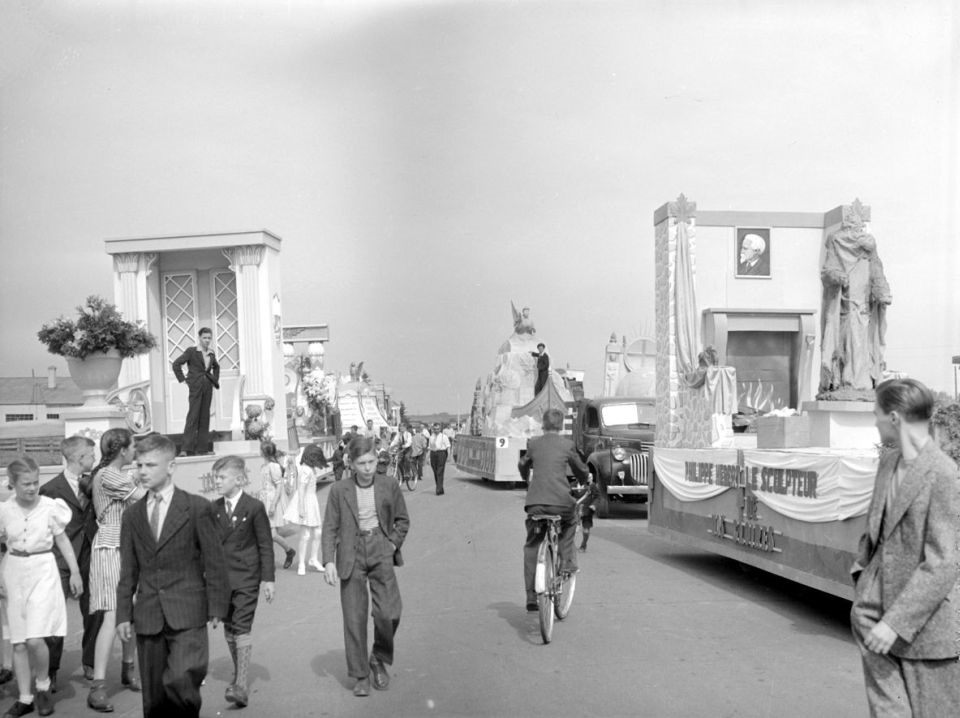
Char allégorique dédié au sculpteur (Louis-)Philippe Hébert lors du défilé de la Saint-Jean-Baptiste à Montréal, 24 juin 1945.

Quel est l'impact qu'a eu Louis-Philippe Hébert sur l'histoire de l'art, que ce soit au Canada ou sur une base plus internationale? Qui ont été ses « descendants artistiques »? Quels sont les événements majeurs qui ont marqué sa carrière? 
Louis-Philippe Hébert a eu un effet sur l'histoire de l'art, nous pouvons en être sûr. Sur les cent cinquante monuments commissionnés entre 1880 et 1930, il en a réalisé vingt-cinq. Dire qu'il était très en demande serait un peu imprécis si l'on parle de l'art monumental. Il arrivait souvent que plusieurs artistes doivent soumettre des maquettes à un comité de sélection. Dans le cas du monument à John A. Macdonald, plus de 20 artistes ont soumis des maquettes!
Il a fait parler de lui, plus d'une fois, et ce depuis près d'un siècle. En étudiant la chronologie présente dans le catalogue d'exposition de Daniel Drouin, nous pouvons facilement produire une liste sommaire des journaux et livres qui publièrent des articles sur Hébert. Nous pouvons ainsi nommer L'Opinion publique, La Minerve, Le Paris-Canada, Le Monde illustré, The Week, La Presse et ainsi de suite.
Il a attiré l'attention, que ce soit de manière positive ou polémique, comme lorsqu'il a pris le parti d'Alfred Laliberté quand ce dernier a perdu le contrat du Monument à Honoré Mercier. Une lettre de Frédéric-Auguste Bartholdi félicitant Hébert, celui qui a conçu la statue de la liberté de New York, ainsi que celle de plusieurs autres sculpteurs français de l'époque furent publiées dans La Presse.
Parlons un peu de sa « descendance artistique ». Tous les ouvrages consultés semblent être d'accord sur le fait qu'il aurait formé la plupart des élèves qu'il a eus dans la période 1879, 1887, soit surtout avant d'aller en France. Olindo Gratton (1855-1941), Émile Brunet (1893-1977), Alfred Laliberté, Raymond Masson (1860-1944), Philippe Laperle, Louis Fréchette, Lucien Benoît, Tancrède Dugast et la liste continue… Même son propre fils, Henri Hébert a appris son métier de sculpteur dès un très jeune âge dans les ateliers de son père.
De par sa collaboration à Notre-Dame de Lourdes, son travail dans la sphère religieuse (Ottawa et Notre-Dame de Montréal), ses  25 monuments commémoratifs, les statuettes en bronze, la liste d'élèves qui l'ont connu et les témoignages écrits que nous possédons aujourd'hui sont une preuve indéniable de l'apport positif d'Hébert  à l'histoire de l'art canadienne.

## Œuvres
- Sir George-Étienne Cartier, 1883, plâtre peint crème et brun, 73,6 x 28 x 22 cm, Musée national des beaux-arts du Québec, Québec[14].
- Sir Hector-Louis Langevin, 1884, plâtre peint crème et brun, 73,2 x 29 x 20 cm, Musée national des beaux-arts du Québec, Québec[15].
- Sir Louis-Hippolyte La Fontaine, 1885, plâtre peint crème et brun, 75 x 29 x 21,5 cm, Musée national des beaux-arts du Québec, Québec[16].
- Augustin-Norbert Morin, 1886, plâtre peint crème et brun, 71,5 x 26,5 x 21,5 cm, Musée national des beaux-arts du Québec, Québec[17].
- Samuel de Champlain, vers 1887, plâtre peint crème et brun, 75 x 36 x 31 cm, Musée national des beaux-arts du Québec, Québec[18].
- Louis-Joseph Papineau, 1887, plâtre peint crème et brun, 75 x 28 x 24 cm, Musée national des beaux-arts du Québec, Québec[19].
- Laviolette, vers 1887, plâtre peint crème et brun, 72,8 x 29 x 21 cm, Musée national des beaux-arts du Québec, Québec[20].
- Honoré Mercier, 1888, plâtre peint crème et brun, 74,2 x 23 x 20 cm, Musée national des beaux-arts du Québec, Québec[21].
- Algonquins, 1888, fonte 1916, bronze, 66,6 x 63,4 x 19,4 cm, Musée national des beaux-arts du Québec, Québec[22].
- Sans merci, 1893, bronze, 46,3 x 36 x 26,5 cm, Musée national des beaux-arts du Québec, Québec[23].
- Fleur des bois, 1897, fonte entre 1912 et 1915, bronze, 53,5 x 36,9 x 16,3 cm, Musée national des beaux-arts du Québec, Québec[24].
- Sir Wilfrid Laurier, 1898, plâtre peint crème et brun, 67,5 x 28,5 x 22,5 cm, Musée national des beaux-arts du Québec, Québec[25].
- Sir Wilfrid Laurier, 1898, plâtre polychrome, 72 x 28 x 20,5 cm, Musée national des beaux-arts du Québec, Québec[26].
- Cadot, 1901, terre cuite, 17 x 27,7 x 17,6 cm, Musée national des beaux-arts du Québec, Québec[27].
- La Fée Nicotine, 1902, laiton patiné, 47 x 21 x 11,2 cm, Musée national des beaux-arts du Québec, Québec[28].
- Soupir du lac, 1902, fonte 1908, bronze, 55,3 x 14,9 x 15,7 cm, Musée national des beaux-arts du Québec, Québec[29].
- L'Inspiration, 1904, bronze, 56,5 x 23,2 x 24,2 cm, Musée national des beaux-arts du Québec, Québec[30].
- Mademoiselle de Verchères, 1905, bronze, 49,5 x 28,7 x 14,5 cm, Musée national des beaux-arts du Québec, Québec[31].
- Printemps, 1909, plâtre peint imitation bronze, 51 x 23,5 x 25 cm, Musée national des beaux-arts du Québec, Québec[32].
- Fugitive, épisode du massacre de Lachine, 1689, 1910, bronze, 50,1 x 27 x 18,8 cm, Musée national des beaux-arts du Québec, Québec[33].
- À la nage, 1910, plâtre peint imitation bronze, 52 x 54 x 25 cm, Musée national des beaux-arts du Québec, Québec[34].
- Évangéline, vers 1910, bronze, 54 x 25 x 19,7 cm, Musée national des beaux-arts du Québec, Québec[35].
- Dollard des Ormeaux, 1916, bronze, 94 x 34 x 29,2 cm, Musée national des beaux-arts du Québec, Québec[36].
- Pêcheur à la nigogue, 1916 moulage 1999, résine patinée, 68 x 25 x 24 cm, Musée national des beaux-arts du Québec, Québec[37].

## Collections
- Musée des beaux-arts du Canada, Ottawa.
- Musée national des beaux-arts du Québec, Québec[38].
- Musée des beaux-arts de Montréal, Montréal.
- Musée Laurier, Victoriaville.

## Hommages
La rue Louis-Philippe Hébert a été nommée à son honneur dans la ville de Québec en 2006.